# Canthon corporaali
Canthon corporaali är en skalbaggsart som beskrevs av Vladimir Balthasar 1939. Canthon corporaali ingår i släktet Canthon och familjen bladhorningar. Inga underarter finns listade.